# Carlos Pérez de Rozas Arribas
Carlos Pérez de Rozas y Arribas (Barcelona, 7 de mayo de 1948-Madrid, 10 de agosto de 2019) fue un fotógrafo y periodista español.

## Biografía
Proveniente de una familia de fotoperiodistas de origen madrileño, inició su carrera profesional de la mano de su padre, Carlos Pérez de Rozas y Sáenz de Tejada. En 1965 empezó los estudios de periodismo en la Escuela de la Iglesia de Joan Alemany y Esteve.
En 1970 empezó a trabajar en la revista Destino. Desde 1975 hasta 1986 tuvo cargos de responsabilidad en el área de diseño del Diario de Barcelona. En 1978 formó parte del equipo fundador del Periódico de Cataluña, donde fue jefe de sección y desde 1984 redactor en jefe. También participó en el inicio de la edición catalana del diario El País.
Trabajó en el equipo directivo de La Vanguardia entre 1986 y 2008. Participó activamente en el rediseño del diario en 1989 y después pasó a ser director adjunto hasta 2008. En 1992 participó en el rediseño de Mundo Deportivo. Desde 2008 colaboró con el estudio Casas y Asociados con proyectos en Europa y América Latina, y participó en varios espacios de Mundo Deportivo, 8tv, TV3, BTV y Catalunya Ràdio.
Desde 1976 fue profesor universitario de periodismo en la Universidad Autónoma de Barcelona (1976-1992), la Universidad Pompeu Fabra (1992-2013), la Universidad Ramon Llull y la Universidad Internacional de Cataluña.
En 2015 el Archivo Fotográfico de Barcelona le dedicó una exposición retrospectiva a todo el fondo fotográfico familiar.